# يوحنا بروير
يوحنا بروير (بالهولندية: Johan Brouwer)‏ (و. 1898 – 1943 م) هو كاتب، ومترجم، وباحث في الرومانسية، ومقاوم عسكري هولندي، توفي في هارلم، عن عمر يناهز 45 عاماً.